# Jan Fischer
Jan Fischer (ˈjan ˈfɪʃɛr) (Praga, 2 gennaio 1951) è un politico ceco, Primo ministro della Repubblica Ceca dal 2009 al 2010 e Presidente dell'Ufficio Statistico Ceco dal 2003.

## Biografia

### Vita ed istruzione
Jan Fischer nacque a Praga, in Cecoslovacchia, da una famiglia ebrea di matematici. Il padre era ricercatore presso l'Istituto di Matematica all'Accademia delle Scienze della Repubblica Ceca, ed era specializzato in matematica e applicazioni statistiche in genetica, crescita selettiva e medicina. La madre era una statistica.
Si laureò all'Università di economia di Praga nel 1974 in statistica ed econometria; completò gli studi post-universitari all'Università di Economia nel 1985, ottenendo il grado di Candidato di Scienza, nel campo della statistica economica. Fu membro del Partito Comunista di Cecoslovacchia dal 1980 fino alla caduta del regime comunista nel 1989.
Jan Fischer si è sposato due volte ed ha tre figli. Il figlio, Jakub, è uno statistico ed è professore associato e vice-decano alla Facoltà di Informatica e Statistica dell'Università di economia di Praga.

### Carriera
Subito dopo la laurea, entrò all'Ufficio Statistico Federale; nel 1990 ne divenne vicepresidente e mantenne tale posizione fino alla dissoluzione della Cecoslovacchia. Dall'inizio degli anni novanta, dirige la squadra che gestisce i risultati delle elezioni parlamentari e locali. Ha anche svolto la funzione di vicepresidente del nuovo Ufficio Statistico Ceco. Nel 2001 partecipò ad una missione di ricerca del Fondo Monetario Internazionale, il cui scopo era di esplorare le possibilità di istituzione di un ufficio statistico a Timor Est. Nel settembre 2000 divenne direttore della produzione del Taylor Nelson Sofres Factum. Dal marzo 2002 all'aprile 2003 operò come capo dell'istituto di ricerca alla Facoltà di Informatica e Statistica dell'Università di Economia di Praga. Fu nominato Presidente dell'Ufficio Statistico il 24 aprile 2003.
È membro della Società Statistica Ceca, dell'Istituto Internazionale di Statistica, del Consiglio Scientifico e della Direzione Scientifica dell'Università Jan Evangelista Purkyně ad Ústí nad Labem.

### Primo Ministro
Dopo la caduta del governo di Mirek Topolánek nel marzo 2009, Fischer fu proposto come successivo Primo ministro della Repubblica Ceca, fino allo svolgimento delle elezioni parlamentari del 2010. Fischer costituì il suo governo l'8 maggio 2009.
A seguito delle elezioni parlamentari del 2010, è stato succeduto il 28 giugno 2010 da Petr Nečas.